# Richard Bong
Pour les articles homonymes, voir Bong.

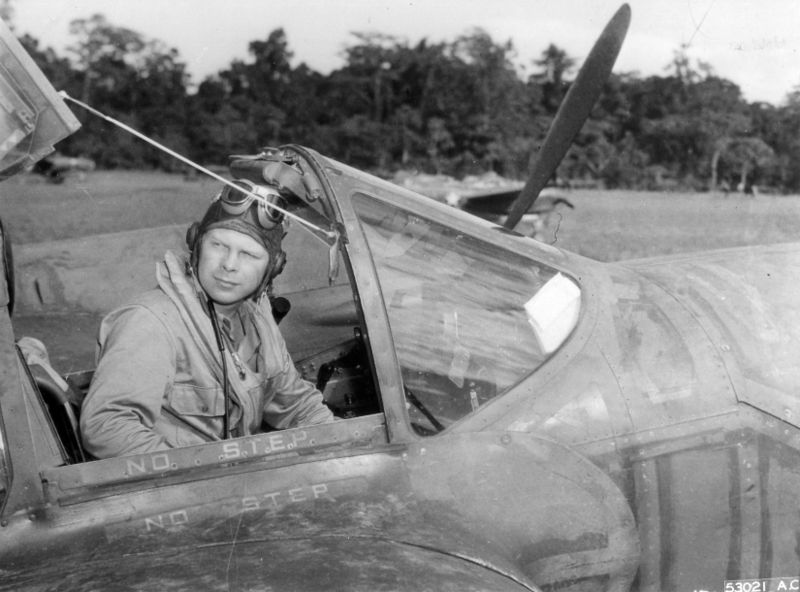
Le major Richard Bong dans son P-38

Richard « Dick » Ira Bong, né le 24 septembre 1920 et mort le 6 août 1945, est un pilote de chasse américain lors de la Seconde Guerre mondiale. Avec 40 victoires en combat aérien à son actif, c'est le plus grand as de l'aviation américaine, devant son ami le major Thomas McGuire (38 victoires lors de sa mort).
C'est sur un chasseur bimoteur Lockheed P-38 Lightning que Bong remportera toutes ses victoires. Il trouvera également la mort aux commandes d'un avion Lockheed.

## La jeunesse de Bong
Bong est né à Poplar (Wisconsin, États-Unis) en 1920. C'était le fils d'un fermier et il était passionné d'aviation.
En 1941, il devient élève pilote à Tulare (Californie), puis à Gardner Field (Californie) et Luke Field (Arizona). Il est très bien noté.
En janvier 1942, il devient officiellement pilote de chasse dans le corps d'aviation de réserve aux États-Unis, puis instructeur.
Le 2 mai 1942, il suit à Hamilton Field (Californie) un stage de formation au combat sur le Lockheed P-38 Lightning, le nouveau chasseur américain, un bimoteur à long rayon d'action. Cet appareil devient l'avion préféré de Bong, et il obtiendra toutes ses victoires à son bord.
En juillet 1942, il passe sous le fameux pont du Golden Gate de San Francisco aux commandes d'un P-40 et exécute un looping autour de l'arche centrale.

## Dans le Pacifique Sud
En septembre 1942, Bong rejoint le Fighter Squadron 9 (en) du 49th Fighter Group en Australie (faisant partie de la 5th USAAF).
Puis, en novembre 1942, il est en Nouvelle-Guinée avec le 35th Fighter Group (il reviendra plus tard au 49th Fighter Group). C'est à cette époque qu'il remporte sa première victoire. Il enchaîne les victoires en 1943 et 1944. En février 1944, avec son ami Tom Lynch (18 victoires), il détruit un avion japonais au sol avec à son bord des officiers d'état-major nippons. Cet avion étant détruit au sol, il n'est pas considéré comme une victoire aérienne.
Après sa 28e victoire, Bong est (à sa demande) affecté à Foster Field (Texas) pour s'initier aux nouvelles méthodes de tir, puis il revient au 49th Fighter Group aux Philippines en septembre 1944. L'état-major souhaitant sauvegarder ce pilote exceptionnel, Bong n'est autorisé à intervenir qu'en qualité d'instructeur, sauf en cas de légitime défense.
En 1944 a lieu une sorte de « duel fraternel » à distance avec l'autre as des États-Unis, Thomas McGuire, également pilote de P-38 dans la 5e Air Force.
Le 7 décembre 1944, Bong obtient sa 40e victoire : il a bouclé son second tour d'opération et reçoit la Medal of Honor des mains du général Douglas MacArthur.

## Retour aux États-Unis

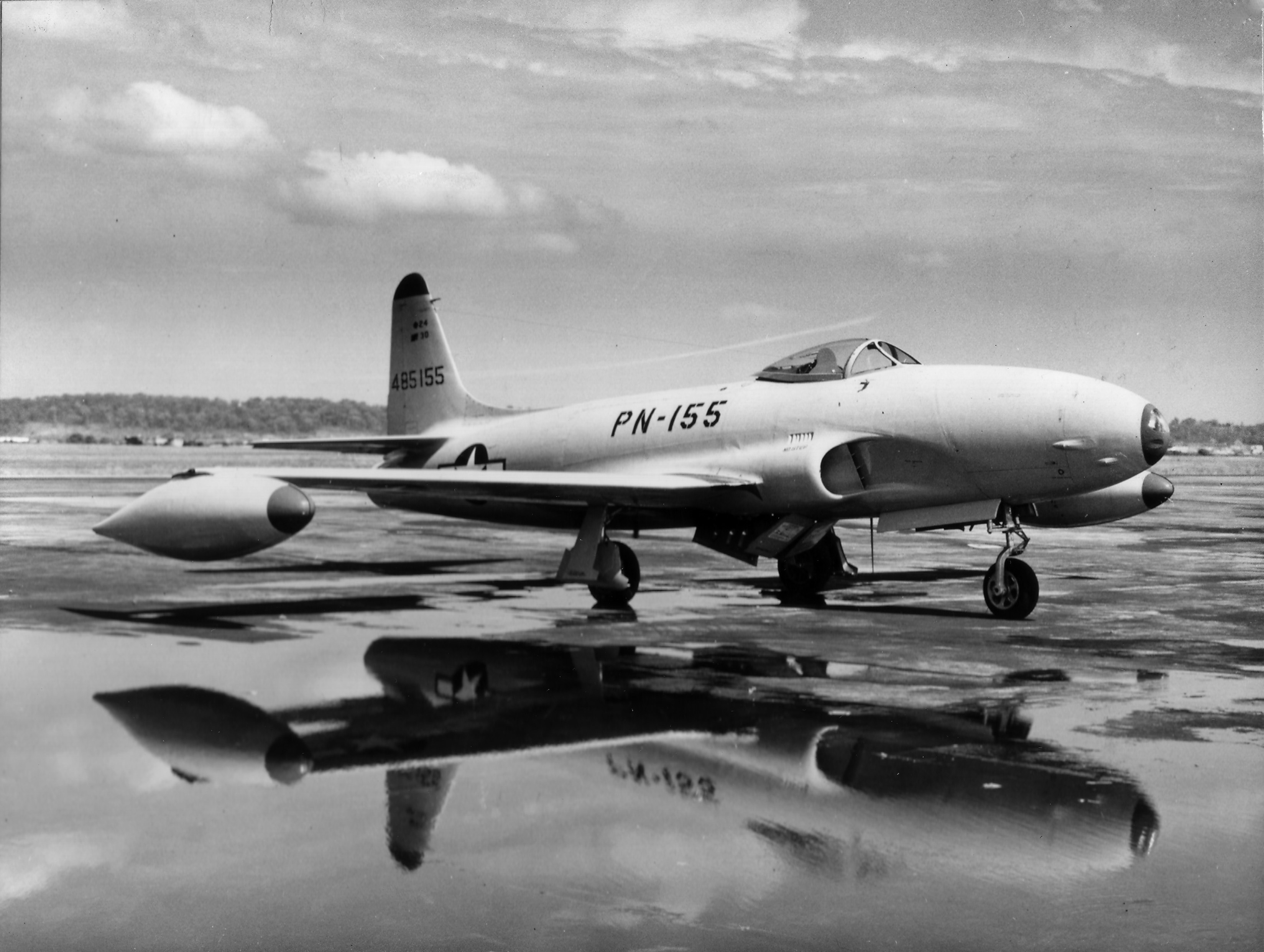
Un Lockheed P-80 Shooting Star

Fin décembre 1944, Richard Bong est affecté à Wright Field (Ohio) en qualité de pilote d'essai. En juin 1945, il rejoint Burbank (Californie) où il contrôle et teste les nouveaux avions Lockheed. Le 6 août 1945 (le jour même du bombardement atomique de Hiroshima), Bong est tué dans l'accident de son Lockheed P-80 Shooting Star (USAAF Serial Number 44-85048), l'un des premiers avions à réaction américains. Il semble avoir été victime d'une perte de puissance du turboréacteur au décollage de Burbank.

## Palmarès
- 40 victoires aériennes (plus grand as américain)

## Décorations
- Medal of Honor
- Distinguished Service Cross
- Silver Star avec une feuille de chêne
- Distinguished Flying Cross avec 6 feuilles de chêne
- Air Medal avec 14 feuilles de chêne
- American Defense Service Medal
- American Campaign Medal
- Asiatic-Pacific Campaign Medal
- World War II Victory Medal

## Référence
- Mach 1, l'encyclopédie de l'aviation (éditions Atlas, 1980)
- Bernard Millot, « Deux as ! Bong et McGuire, les champions du Lightning », L'album du fanatique de l'aviation, éditions Larivière, no 64,‎ mars 1975, p. 12-15